# Muccia
Muccia település Olaszországban, Marche régióban, Macerata megyében. Lakosainak száma 808 fő (2023. január 1.). Muccia Camerino, Valfornace, Serravalle di Chienti és Pieve Torina községekkel határos.

## Népesség
A település lakossága az elmúlt években az alábbi módon változott:
| Lakosok száma | 910  | 899  | 808  |
|               | 2017 | 2018 | 2023 |